# Grave Digger
Grave Digger – niemiecka grupa muzyczna grająca heavy metal. Zespół powstał w roku 1980 i zadebiutował albumem Heavy Metal Breakdown w 1984 roku.

## Historia

### Początek
Właściwa historia zespołu rozpoczęła się w 1983 roku. W składzie: Chris Boltendahl, Peter Masson, Willi Lackmann oraz Albert Eckardt, nagrano utwór do kompilacji Rock from Hell. Rok później ukazał się debiutancki album zatytułowany Heavy Metal Breakdown.
Dwa lata później światło dzienne ujrzał drugi album, Witch Hunter, po nagraniu którego zespół opuścił Eckardt, zastąpiony przez C.F. Branka. Grupa ruszyła w trasę koncertową z zespołem Helloween oraz Celtic Frost.
W 1986, po nagraniu albumu War Games, zespół opuścił Peter Masson, którego miejsce zajął Uwe Lulis. Rok później, pod nazwą Digger, nagrany został album Stronger Than Ever prezentujący zdecydowanie lżejsze, „mainstreamowe” brzmienie. Album nie został jednak zaakceptowany ani przez krytyków, ani przez słuchaczy, w związku z czym pod koniec roku Chris Boltendahl ogłosił rozwiązanie grupy.

### Powrót
Po czterech latach, w nieco zmienionym składzie, Grave Digger został reaktywowany i nagrał album The Reaper, będący powrotem do dawnego brzmienia grupy. W tym samym roku został również wydany album The Best of the Eighties, zawierający zbiór wcześniejszych utworów zespołu.
W roku 1994 ukazał się album Symphony of Death. Tymczasem zmienił się perkusista, którym został Frank Ulrich. Zespół koncertował również w Niemczech jako support dla grupy Manowar.
Kolejny album, Heart of Darkness, został wydany rok później i prezentował mroczny klimat, nawiązujący do wczesnych dokonań grupy Annihilator. W 1996 ponownie nastąpiła zmiana perkusisty, tym razem na Stefana Arnolda.

### Trylogia
W tym samym roku ukazał się również koncepcyjny album Tunes of War, opowiadający wczesną historię Szkocji i będący pierwszą częścią trylogii pod nazwą The Middle Ages Trilogy, zakończonej w roku 1999.
Druga część, Knights of the Cross, nagrana z nowym basistą, Jensem Beckerem, ukazała się w roku 1997 i opowiadała o powstaniu i upadku Zakonu Templariuszy.
Ostatnia część ukazała się w 1999 roku i nosiła tytuł Excalibur. Album opowiadał historię Króla Artura i Rycerzy Okrągłego Stołu.
Zaraz po zakończeniu trylogii grupa ruszyła w trasę koncertową, podczas której dołączył do niej Hans Peter Katzenburg, grający na instrumentach klawiszowych.

### Dwudziestolecie
W 2000 roku, z okazji dwudziestolecia istnienia zespołu, odbył się koncert na Zeche w Bochum, gdzie zagrane zostały wszystkie najpopularniejsze utwory grupy, jak również te mniej znane. Tuż przed koncertem zespół opuścił Uwe Lulis, tłumacząc się powodami prywatnymi i finansowymi. Założył on później grupę Rebellion. Na jego miejsce został przyjęty były gitarzysta Rage, Manni Schmidt.
Z nowym gitarzystą i nakładem nowej wytwórni (Nuclear Blast), w 2001 roku zespół nagrał album The Grave Digger, inspirowany twórczością Edgara Allana Poe. Rok później został zarejestrowany pierwszy w historii grupy materiał koncertowy, nazwany Tunes of Wacken, nagrany podczas festiwalu Wacken Open Air.
W 2003 roku zespół nagrał kolejny album koncepcyjny, Rheingold, związany z operą Pierścień Nibelunga, Richarda Wagnera.
Po trasie promującej Rheingold, grupa, wraz z Symphorce i Wizard, nagrała album The Last Supper. Nie był to album koncepcyjny, jednak większość utworów była powiązana z ostatnimi dniami życia Chrystusa. Album został przez część krytyków uznany za najlepszy od czasów Tunes of War czy Heavy Metal Breakdown. Niecały miesiąc później Grave Digger, z grupami Stormhammer i Astral Doors, ruszył w trasę koncertową zaczynającą się w Andernach, rodzinnym mieście Manniego Schmidta. Nieco później ukazał się drugi album koncertowy, nagrany w São Paulo i nazwany 25 to Live z okazji dwudziestopięciolecia istnienia grupy.
Kolejny album, Liberty or Death, ukazał się dwa lata później. Tydzień po premierze, wraz z grupą Therion, zespół ruszył w trasę, rozpoczętą w mieście Essen.

## Skład
| śpiew | śpiew | śpiew            |
| ----- | ----- | ---------------- |
|       | 1980  | Chris Boltendahl |

| gitara | gitara | gitara                       |
| ------ | ------ | ---------------------------- |
|        | 1980   | Peter Masson                 |
|        | 1986   | Uwe Lulis                    |
|        | 2000   | Manni Schmidt                |
|        | 2007   | Manni Schmidt, Thilo Hermann |

| gitara basowa | gitara basowa | gitara basowa                   |
| ------------- | ------------- | ------------------------------- |
|               | 1980          | –                               |
|               | 1983          | Martin Gerlitzki, Willi Lackman |
|               | 1984          | Willi Lackman, René Teichgräber |
|               | 1985          | C.F. Brank                      |
|               | 1987          | –                               |
|               | 1991          | Tomi Göttlich                   |
|               | 1997          | Jens Becker                     |

| perkusja | perkusja | perkusja          |
| -------- | -------- | ----------------- |
|          | 1980     | Lutz Schmelzer    |
|          | 1981     | Philip Seibel     |
|          | 1983     | Albert Eckardt    |
|          | 1987     | –                 |
|          | 1991     | Peter Breitenbach |
|          | 1993     | Jörg Michael      |
|          | 1994     | Frank Ulrich      |
|          | 1995     | Stefan Arnold     |

| klawisze | klawisze | klawisze              |
| -------- | -------- | --------------------- |
|          | 1980     | –                     |
|          | 1999     | Hans Peter Katzenburg |

## Dyskografia

### Albumy studyjne
- Heavy Metal Breakdown (1984)
- Witch Hunter (1985)
- War Games (1986)
- Stronger Than Ever (1986) (jako Digger)
- The Reaper (1993)
- Heart of Darkness (1995)
- Tunes of War (1996)
- Knights of the Cross (1998)
- Excalibur (1999)
- The Grave Digger (2001)
- Rheingold (2003)
- The Last Supper (2005)
- Liberty or Death (2007)
- Ballads of a Hangman (2009)
- The Clans Will Rise Again (2010)
- Clash of the Gods (2012)
- Return of the Reaper (2014)
- Healed by Metal (2017)
- The Living Dead (2018)
- Fields of Blood (2020)

### Koncerty
- Tunes of Wacken (2002)
- 25 to Live (2005)
- The Clans Are Still Marching (2011)

### Minialbumy
- For Promotion Only (1992)
- Symphony of Death (1994)
- The Dark of the Sun (1997)

### Single
- Shoot Her Down (1984)
- Rebellion (1996)
- The Battle of Bannockburn (1998)
- The Round Table (Forever) (1999)
- Silent Revolution (2006)
- Yesterday (2006)
- Pray (2008)

### Dema
- Demo (1982)
- Born Again (1983)
- Demotape 1991 (1991)

### Kompilacje
- The Best of the Eighties (1993)
- Die Definitiv Biografie (2002)
- The History – Part One (2002)
- The Middle Ages Trilogy (2002)
- Masterpieces (2002)
- Lost Tunes from the Vault (2003)
- Das Hörbuch (2005)
- Exhumation – The Early Years (2015)